# Kreisgericht Lüdenscheid

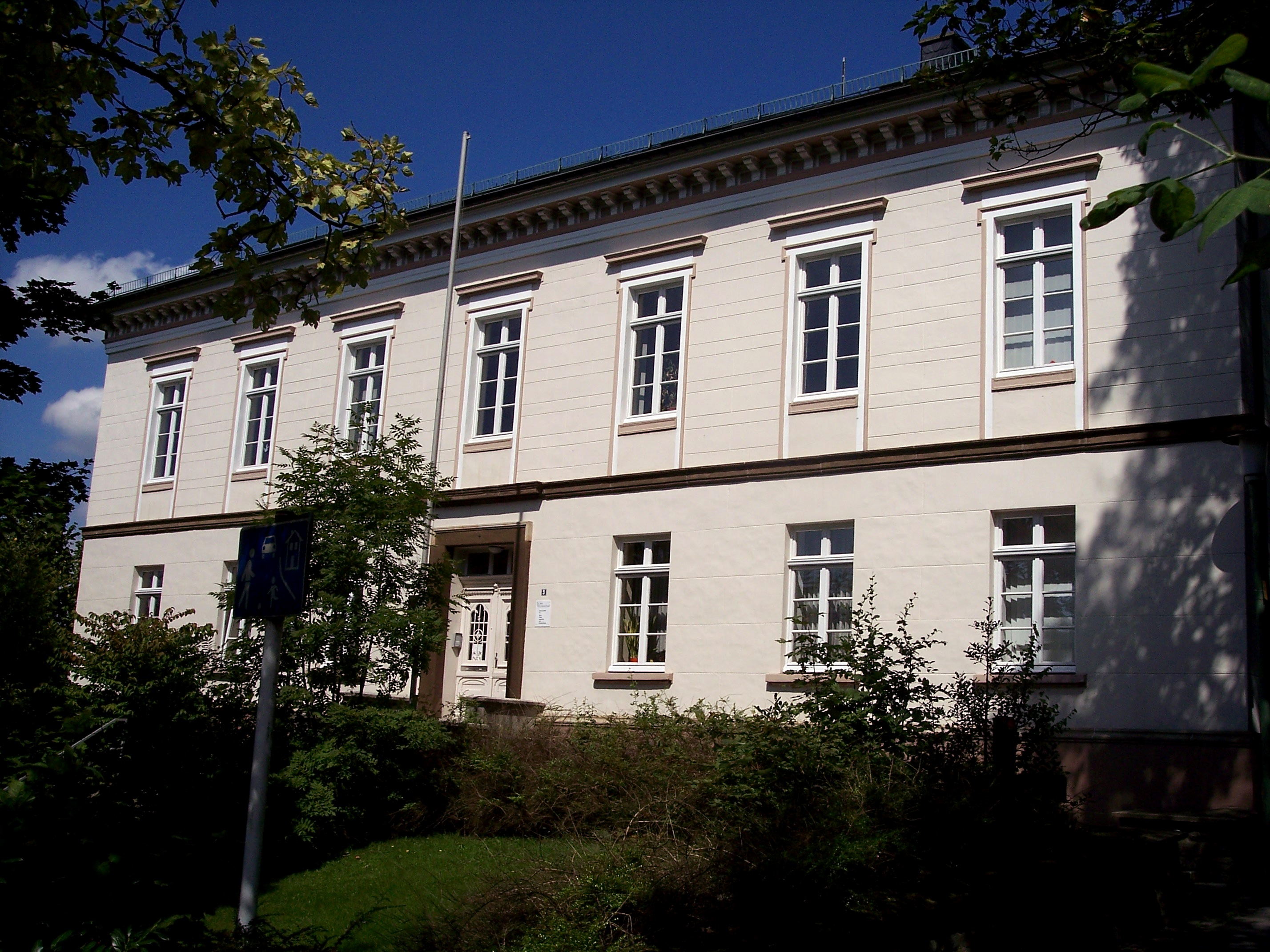
Gebäude des ehemaligen Kreisgerichts Lüdenscheid (2010)

Das Kreisgericht Lüdenscheid war von 1849 bis 1879 ein preußisches Kreisgericht mit Sitz in Lüdenscheid.

## Geschichte
Die „Verordnung über die Aufhebung der Privatgerichtsbarkeit und des eximierten Gerichtsstandes sowie über die anderweitige Organisation der Gerichte“ vom 2. Januar 1849 hob die Patrimonialgerichtsbarkeit auf. Gleichzeitig wurde das Appellationsgericht Hamm geschaffen, dem Kreisgerichte, darunter das Kreisgericht Lüdenscheid zugeordnet waren. Sein Sprengel umfasste den größten Teil des Landkreises Lüdenscheid mit den Städten Altena, Lüdenscheid Neuenrade und Plettenberg. Zuständiges Schwurgericht war das Kreisgericht Hagen. Zwei Gerichtskommissionen wurden in Altena, je eine Gerichtskommission wurde in Meinerzhagen  und Plettenberg eingerichtet. Gerichtstage wurden in Halver, Kierspe und Neuenrade gehalten. Der Sprengel des Kreisgerichts umfasste 43.662 Gerichtseingesessene (1859). Am Gericht waren ein Direktor und acht Kreisrichter tätig.
Mit den Reichsjustizgesetzen wurden die Gerichte im Deutschen Reich vereinheitlicht. Das Kreisgericht Lüdenscheid wurde 1879 aufgehoben. Neu eingerichtet wurde nun das Amtsgericht Lüdenscheid im Bezirk des Landgerichtes Hagen.
Die Gerichtskommissionen in Altena, Meinertshagen und Plettenberg wurden 1879 ebenfalls aufgehoben und die Amtsgerichte Altena, Meinerzhagen und Plettenberg gebildet.